# Skanska USA
Skanska USA Inc. är ett amerikanskt byggföretag som består främst av tre affärsenheter Skanska USA Building (byggtjänster), Skanska USA Civil (samhällsbyggande) och Skanska USA Commercial Development (affärsfastigheter och bostäder). Företaget är ett dotterbolag till det svenska byggföretaget Skanska AB sedan det grundades 1971 i New York, New York i USA. Skanska USA har sitt huvudkontor i Empire State Building i den staden.
För året 2022 hade dotterbolaget omkring 6,9 miljarder amerikanska dollar i omsättning, vilket var en tredjedel av Skanska AB:s totala omsättning för det året.

## Projekt
Exempel på uppmärksammade byggprojekt där Skanska USA deltar eller har deltagit är stationsentrén Oculus vid nya World Trade Center i New York, ritad av Santiago Calatrava, samt renoveringar av FN-huset, Brooklyn Bridge, Manhattan Bridge, Times Square – 42nd Street. Företaget har också varit med när bland annat utomhusarenorna Centennial Olympic Stadium, Gillette Stadium, Metlife Stadium, Nissan Stadium och Reliant Stadium uppfördes samt tunnelbanelinjen Second Avenue Line anlades.